# Skodborg Sogn
Skodborg Sogn er et sogn i Malt Provsti (Ribe Stift).
Skodborg Sogn hørte til Frøs Herred i Haderslev Amt. Skodborg sognekommune blev ved kommunalreformen i 1970 indlemmet i Rødding Kommune, der ved strukturreformen i 2007 indgik i Vejen Kommune.
I Skodborg Sogn ligger Skodborg Kirke.
I sognet findes følgende autoriserede stednavne:
- Basholt Huse (bebyggelse)
- Fårkrog (bebyggelse)
- Fårkrog Mark (bebyggelse)
- Gejlager (bebyggelse)
- Langager (bebyggelse)
- Mikkelborg (bebyggelse)
- Skodborg (bebyggelse)
- Skodborg Ejerlav (ejerlav)
- Skodborg Skov (areal)
- Skodborgskov (bebyggelse)
- Skudstrup (bebyggelse, ejerlav)
- Skudstrup Mark (bebyggelse)
- Vestermark (bebyggelse)

## Afstemningsresultat
Folkeafstemningen ved Genforeningen i 1920 gav i Skodborg Sogn 1.046 stemmer for Danmark, 110 for Tyskland. Af vælgerne var 377 tilrejst fra Danmark, 78 fra Tyskland. 